# The Klezmatics

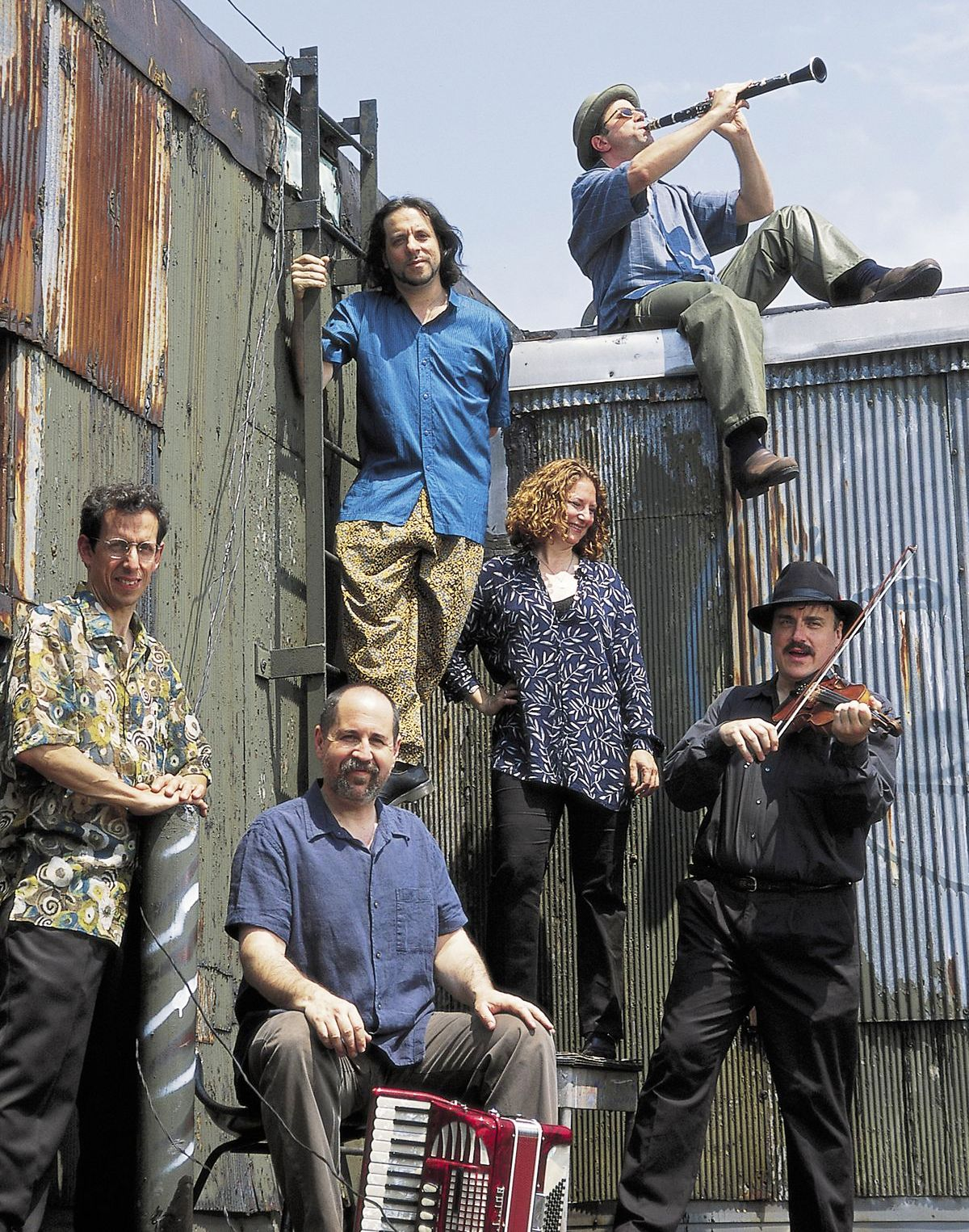
The Klezmatics, Foto: Michael Macioce

The Klezmatics sind eine Band aus New York, die die Klezmer-Musik der Juden Osteuropas mit zahlreichen musikalischen Einflüssen von Jazz bis Ska und Rock verbindet. Mit ihrer charakteristischen Crossover-Mischung gehören sie zu den weltweit kommerziell erfolgreichsten Interpreten jüdischer Populärmusik. Im Februar 2007 wurde ihr Album Wonder Wheel mit Vertonungen unbekannter Texte Woody Guthries als bestes zeitgenössisches Weltmusik-Album mit einem Grammy ausgezeichnet.

## Geschichte
Gegründet wurden die Klezmatics 1986. Die Musiker um den Trompeter Frank London hatten zuvor in sehr unterschiedlichem Maße Berührung mit Klezmer. London selbst kommt wie einige Mitmusiker aus dem Jazz, während die langjährige Geigerin Alicia Svigals der traditionellen Klezmer-Szene entstammt. Ihre erste Platte veröffentlichten sie 1989 nach einem Auftritt auf dem Berliner Weltmusik-Festival Heimatklänge.

## Stil

### Musik
Die meisten Stücke der Klezmatics entstammen dem traditionellen Repertoire der Juden Osteuropas und Nordamerikas. Ein wesentlicher Unterschied zu traditionellen Klezmer-Ensembles ist jedoch der treibende, schlagzeugbetonte Rhythmus, der häufig Elemente karibischer Musik wie auch solche aus Ska und anderen populären Genres aufnimmt. Auf einen statischen 2/4-Beat, wie er insbesondere im Israel der 50er Jahre gebräuchlich war, verzichtet die New Yorker Formation weitestgehend.
Dazu kommen, aufgrund der musikalischen Herkunft der Musiker starke Jazz-Einflüsse, wie auch psychedelische – Elemente. Bei der Musik zu Jonathan Bermans Film "The Shvitz" von 1993 finden sich auch Traditionals mit Hip-Hop-, Rock- und Free-Jazz-Einschlägen. Auch Elemente der Volksmusiken Südosteuropas finden sich in den Arrangements der Klezmatics, so etwa der häufige Einsatz der bulgarischen Kaval durch Matt Darriau. 
Ein weiteres Projekt der Klezmatics wurde im Juni 2003 uraufgeführt, eine Gemeinschaftsproduktion mit der Jenaer Philharmonie, bei der Musik der Klezmatics und zeitgenössischer US-amerikanischer Komponisten in konzertantem Arrangement aufgeführt wurde.

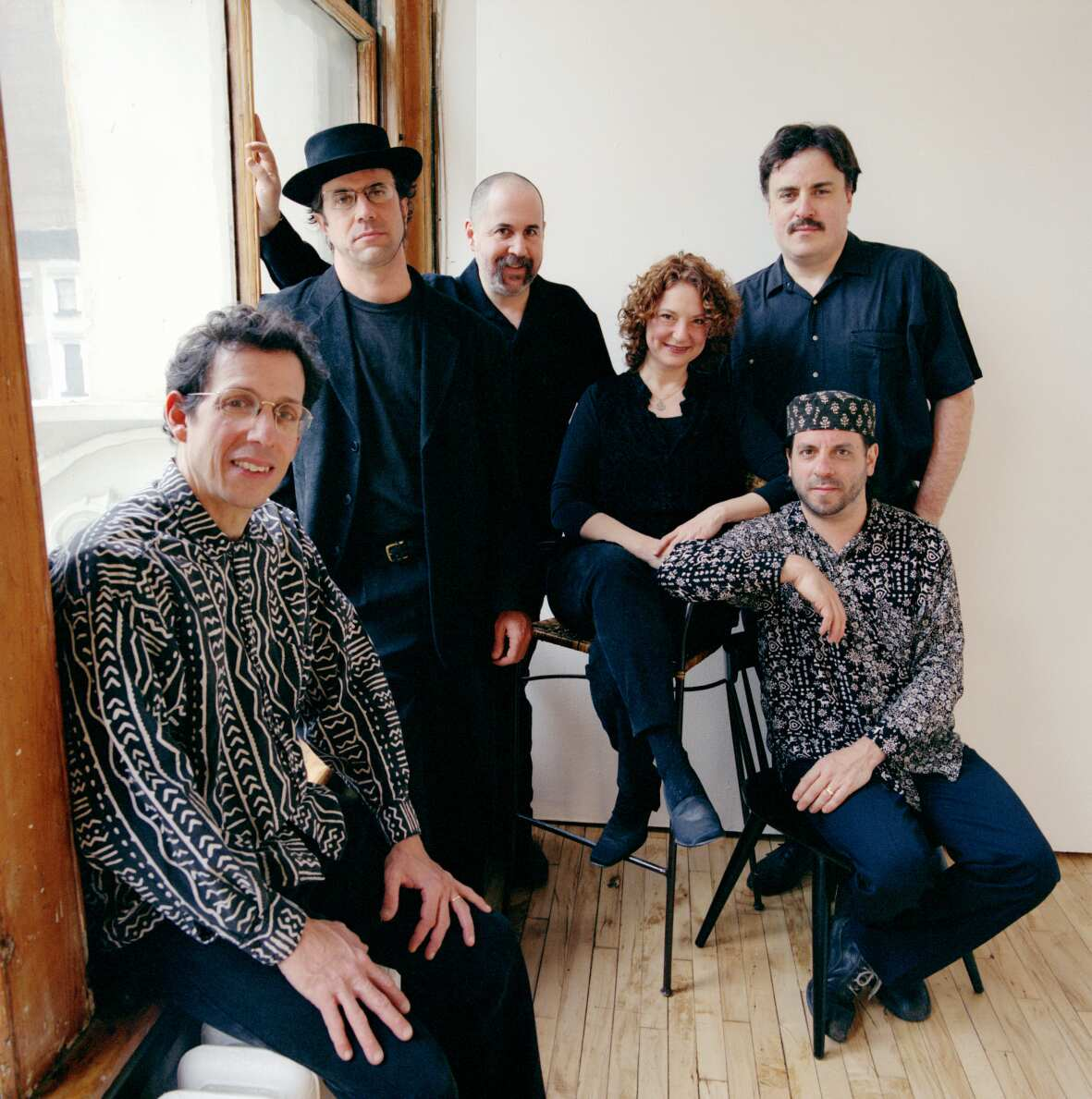
The Klezmatics, Foto: Michael Macioce

### Themen und Inhalte
Die Sprache der meisten Lieder aus dem Repertoire der Klezmatics ist das Jiddische, dazu kommen insbesondere bei den jüngeren Veröffentlichungen Songs in englischer Sprache sowie seltener in aramäischer Sprache. Auf ihrer ersten Veröffentlichung „Shvaygn = Toyt“ interpretieren die Klezmatics zudem einen Zwiefachen, der mit bayrischem Originaltext vorgetragen wird.
Jiddische Lieder osteuropäischer Herkunft, die einen großen Teil des Repertoires ausmachen, teilen sich in mehrere Genres: Aus dem Chassidismus stammen Lieder mit religiösen und mystischen Motiven, wie etwa Shnirele Perele, das vor dem Hintergrund der Judenpogrome im Russischen Reich die Ankunft des Messias und die Rückkehr des verstreuten jüdischen Volkes aus der Diaspora nach Israel beschwört. Häufiger sind Texte zu weltlichen Themen: Liebe, Alkohol, Geldsorgen, Feiern etc. 
Eine andere Quelle sind Lieder aus der jüdischen Arbeiterbewegung im Russischen Reich, die den Kampf der Juden um Gleichberechtigung und gegen Unterdrückung besingen (Barikadn, Dzhankoye, Ale Brider). 
Die beiden Milieus der traditionellen Chassidim und der für revolutionäres Gedankengut aufgeschlossenen Arbeiter stellten im vorrevolutionären Russland entgegengesetzte Pole des gesellschaftlichen Spektrums dar, sodass es erst heute möglich ist, dass Lieder aus beiden Quellen in einem Programm scheinbar harmonisch koexistieren.
Ein weiterer Teil des Repertoires besteht aus im Nordamerika des 20. Jahrhunderts entstandenen jiddischen Liedern. Auch diese entstammen oft der jüdischen Arbeiterbewegung und thematisieren dem Kampf um soziale Gerechtigkeit (z. B. In Kamf, Lomir heybn dem Bekher).
Teilweise wird traditionelles Liedgut aktualisiert und auf gegenwärtige Verhältnisse umgedeutet, so etwa wenn im traditionellen Arbeiterlied Ale Brider eine Strophe eingeflochten wird, in der es heißt „Un mir zaynen ale freylekh / Vi Yoynoson und Dovid hamelekh“. („Und wir sind alle schwul / Wie Jonathan und König David“) Sänger Lorin Sklamberg, der, ebenso wie Geigerin Alicia Svigals offen homosexuell ist, spielt damit auf die Beziehung zwischen Jonatan und dem späteren König David an (2 Sam 1,26 ), die oft als erotische interpretiert worden ist.
Das Thema Homosexualität wird auch in andere Stücken auf ähnlich augenzwinkernde Weise eingeflochten, etwa wenn Sklamberg in Honikzaft sich ausdrücklich die Küsse eines Mannes wünscht (Kushen zol er mikh/Mit die kushn fun zayn moyl) oder wenn er in Loshn-Koydesh eine romantische Liebesgeschichte zwischen einem Lehrer und seinem Schüler Moyshele entspinnt. Der Titel ihrer ersten Veröffentlichung „Shvaygn = Toyt“ ist zudem die jiddische Übersetzung des Act-Up-Slogans „Silence = Death“.
Andere zeitgenössische Themen, die im Repertoire der Gruppe behandelt werden, sind religiöser Fanatismus (I ain't afraid), sowie das Leid von Flüchtlingen (An undoing world)
Während traditionelle chassidische Lieder häufig die Freuden des Alkoholgenusses besingen, interpretieren die Klezmatics daneben auch ein Stück, das die Ekstase beim Genuss von Marihuana als „Gots beste trayst“ („Gottes besten Trost“) preist (Mizmor shir lehanef).
Dem jiddischen Autorenlied des 20. Jahrhunderts gewidmet ist ihre Gemeinschaftsproduktion The Well mit der israelischen Sängerin Chava Alberstein. Hier dominieren nach dem Zweiten Weltkrieg in Israel entstandene Lieder, oft mit Bezug zur Shoah.
Ihre jüngste Veröffentlichung Wonder Wheel enthält Vertonungen von 1998 entdeckten Texten Woody Guthries über jüdische Themen.

## Diskografie
- 1989: Shvaygn = Toyt
- 1992: Rhythm and Jews
- 1995: Jews with Horns
- 1997: Possessed
- 1998: The Well (zusammen mit Chava Alberstein)
- 2003: Rise Up! / Shteyt oyf!
- 2004: Brother Moses smote the Water
- 2006: Wonder Wheel. Lyrics by Woody Guthrie.
- 2008: Tuml = Lebn - The Best of the First 20 Years
- 2016: Apikorsim-Heretics